# Parc del Tossal
El parc del Tossal és un parc urbà de la ciutat valenciana d'Alacant. Va ser construït segons el projecte de l'arquitecte R. Rivera.
Es troba en ple centre de la ciutat, al costat del castell de Sant Ferran, al vessant del Tossal, del qual pren el seu nom. És un parc temàtic que utilitza la distribució morfològica del País Valencià, segons les seues comarques, i combina la geografia real amb la de ficció. Es troba disposat en terrasses, cadascuna de les quals disposava de cartells informatius que incloïen el nom de la comarca en la qual es trobava, les activitats que es podien realitzar en ella i la seua situació al parc. Han desaparegut totalment o parcial les comarques de l'Alacantí, l'Alcoià, el Baix Vinalopó, el Comtat, la Costera, la Marina Alta, la Marina Baixa, la Ribera Baixa, la Safor i la Vall d'Albaida. Està obert durant tot el dia i compta amb múltiples instal·lacions esportives, així com un servei de préstec de material esportiu.